# ナタン・ラフリン
ナタン・ラフリン（ロシア語: Ната́н Григо́рьевич Ра́хлин / ウクライナ語: Натан Григорович Рахлін/ Natan Grigoryevich Rakhlin, *1905年12月28日 チェルニーヒウ近郊スノフスク - †1979年6月28日 カザン）は、ウクライナ出身のソビエト連邦の指揮者。

## 略歴
ユダヤ系の家庭に生まれる。1920年から1923年まで赤軍に所属。1923年から1927年までキエフ音楽院に在籍し、ヴァイオリンをD.F.ベルティエに、指揮法をアレクサンドル・オルロフに師事。また、トランペットも学んだ。その後はレニングラードでマクシミリアン・シテインベルクにも指揮法を師事している。ハリコフやキエフ、モスクワ、カザン、ドネツクで指揮者として経験を積んだ後、1937年から1941年まで、また1946年から1962年までウクライナ国立交響楽団の指揮者に迎えられた。その間の1941年から1945年にかけてはソヴィエト国立交響楽団の指揮者に就任している。1957年にショスタコーヴィチの《交響曲 第11番「1905年」》の世界初演を指揮した。1966年よりタタールスタンのカザン管弦楽団の首席指揮者に就任した。このほかに、モスクワ放送交響楽団やレニングラード交響楽団なども指揮している。

## 評価と受容
19世紀のロマン主義音楽を得意とし、ベルリオーズの《幻想交響曲》とリストの交響詩やチャイコフスキーの管弦楽曲など、なかんずく標題音楽の解釈に長けていた。ボリス・リャトシンスキーやヴィクトル・コセンコ、ワディム・ゴモリャカ、ヘオルヒイ・マイボロダ、レフコ・コロドゥープなどのウクライナ人作曲家の作品もレパートリーに入れた。生前は、多くのソヴィエト映画に音楽監督として名を連ねるなど、ソ連の名指揮者の一人に数えられたにもかかわらず、遺憾なことに重要な録音が入手し難い現状にある。

## 音源
- Reinhold Glière symphony #3 - 2nd mvt Part I (1911)
- Reinhold Glière symphony #3 - 2nd mvt Part II (1911)
- Reinhold Glière symphony #3 - 2nd mvt Part III (1911)